# 伊藤眞次
伊藤 眞次（いとう しんじ、1912年2月16日 - 2003年12月10日）は、三重県宇治山田市（現伊勢市）出身の北海道大学名誉教授。

## 経歴
- 1912年2月16日、三重県宇治山田市（現伊勢市）に生まれる。
- 1935年3月、名古屋医科大学を卒業する。
- 1939年4月、名古屋帝国大学医学部助手となる。
- 1941年2月、「発汗生理学＝特に、汗の化学的成分に関する研究」により名古屋帝国大学から医学博士の学位を授与した。
- 1947年4月、名古屋帝国大学助教授になる。
- 1957年8月、北海道大学教授になる。
- 1968年2月、北海道科学技術賞を授与。
- 1971年9月、北海道医師会賞を授与。
- 1975年4月、定年により退官し、5月、北海道大学名誉教授となる。
- 1976年9月-12月、カナダ・オンタリオ州立ゲルフ大学客員教授になる。
- 1985年、勲三等旭日中綬章を授与。
- 2003年12月10日、肺がんのため病院で死去。享年91。